# Boissonneaua
Boissonneaua es un género de aves apodiformes perteneciente a la familia Trochilidae (los colibríes), que agrupa a tres especies nativas de América del Sur, cuyas áreas de distribución a lo largo de la cordillera de los Andes se encuentran entre el noroeste de Venezuela y el sureste de Perú. A sus miembros se les conoce por el nombre común de colibríes, y también coronitas o diademas.

## Características
Los colibríes de este género miden en promedio 12 cm de longitud, son corpulentos, de pico recto, más bien corto, del largo de la cabeza. Todos presentan axilares y subalares rufas y cola poco furcada con rectrices laterales de plumas blancas, ante o rufo, de borde externo y ápice bronce-verdoso negruzco. A menudo levantan las alas colocándolas en «V». Las hembras son similares, presentan poco o ningún dimorfismo sexual.

## Taxonomía
El género Boissonneaua fue propuesto por el ornitólogo alemán Heinrich Gottlieb Ludwig Reichenbach en 1854, la especie tipo originalmente designada, por monotipia fue Trochilus flavescens, actualmente Boissonneaua flavescens.

### Etimología
El nombre genérico femenino «Boissonneaua» conmemora al ornitólogo francés Auguste Boissonneau (1802–1883).

## Lista de especies
Según las clasificaciones del Congreso Ornitológico Internacional (IOC) y Clements Checklist/eBird, el género agrupa a las siguientes especies con el respectivo nombre popular de acuerdo con la Sociedad Española de Ornitología (SEO):
| Imagen | Nombre científico       | Autor            | Nombre común         | Estado de conservación | Distribución |
| ------ | ----------------------- | ---------------- | -------------------- | ---------------------- | ------------ |
|        | Boissonneaua flavescens | (Loddiges), 1832 | colibrí colihabano   | LC                     |              |
|        | Boissonneaua matthewsii | (Bourcier), 1847 | colibrí pechirrojo   | LC                     |              |
|        | Boissonneaua jardini    | (Bourcier), 1851 | colibrí sietecolores | LC                     |              |